# Barbora Bálintová
Barbora Bálintová, coniugata Wrzesiński (Košice, 15 dicembre 1994), è una cestista slovacca.

## Carriera
Con la Slovacchia ha disputato due edizioni dei Campionati europei (2015, 2017).